# Рихтер, Ханс (дирижёр)
Ханс Рихтер (также Ганс Рихтер; нем. Hans Richter венг. János Richter; 4 апреля 1843, Рааб, — 5 декабря 1916, Байройт) — австро-венгерский оперный и симфонический дирижёр, почётный гражданин Байройта.

## Биография
Ханс Рихтер родился в Венгрии в семье музыкантов; отец, Антон Рихтер, был капельмейстером в местном соборе, мать, Йозефа Рихтер (урождённая Чазенски), певица, в 1857 году как исполнительница партии Венеры участвовала в венской премьере вагнеровского «Тангейзера».
Рихтер с раннего детства обучался игре на фортепиано, пел в церковном хоре. Рано потеряв отца, переселился в Вену; пел в хоре мальчиков при Придворной капелле, где получил базовое музыкальное образование. В 1860 году поступил в Венскую консерваторию, изучал теорию музыки у Зехтера, официально занимался в классах скрипки у Карла Хайслера и валторны у Вильгельма Кляйнеке, но овладел и многими другими инструментами; композицию и дирижирование изучал под руководством Франца Лахнера. С 1862 года играл на трубе в оркестре Кернтнертор-театра.
После окончания консерватории работал в качестве хормейстера в Мюнхенской опере под руководством придворного капельмейстера Ханса фон Бюлова, в этом же качестве участвовал в премьере «Нюрнбергских мейстерзингеров», после чего был назначен вторым придворным капельмейстером. После ухода Бюлова в 1869 году некоторое время исполнял его обязанности, но затем был заменён Германом Леви.
С 1871 года был капельмейстером Национального театра в Пеште.
Ещё в первой половине 1860-х годов Ханс Рихтер сблизился с Р. Вагнером, работал с ним в качестве ассистента, переписывал набело партитуры и пользовался его особым доверием; был свидетелем на его бракосочетании с Козимой. В 1876 году при торжественном открытии Байройтского театра дирижировал премьерой «Кольца нибелунга».
В 1875 году Ханс Рихтер был назначен капельмейстером Венской оперы и работал в театре до 1900 года. С 1878 года Рихтер был вторым, а с 1893 по 1900 год — первым придворным капельмейстером.
На протяжении 1875—1882 и в 1883—1898 годах он ежегодно избирался главным (так называемым «абонементным») дирижёром Венского филармонического оркестра. Эта эпоха в истории оркестра именуется «золотым веком». Именно в этот период ещё сравнительно молодой оркестр получил международное признание.
Под руководством Рихтера оркестр исполнил премьеры Симфонии № 4 и Симфонии № 8 Антона Брукнера, Симфонии № 2 и Симфонии № 3 Иоганнеса Брамса, зарубежную премьеру Концерта для скрипки с оркестром П. И. Чайковского (солист Адольф Бродский) и ряда других сочинений, значительно расширил свой репертуар.
Одновременно в 1879—1897 годах Рихтер проводил в Лондоне оркестровые фестивальные концерты, которые получили название «рихтеровских»; в 1899—1911 годах возглавлял манчестерский «Халле-оркестр», с которым провёл премьеру Симфонии № 1 Эдуарда Элгара.

## Образ в кино
- 1955 — «Волшебный огонь[англ.]», режиссёр Уильям Дитерле (США).